# 日本ネットワークサービス (マンション管理会社)
株式会社日本ネットワークサービスは神戸市中央区に本社を置く日本の不動産管理会社。

マンション管理受託戸数1万2,659戸、受託管理組合数395組合（2011年7月現在）。

## 沿革
- 1991年 株式会社日本ネットワークサービス創業
- 2005年 食品工場メンテナンス開始
- 2006年 ホテルサービス事業スタート
- 2008年 分譲マンション管理戸数10,000戸突破